# 大原桜井
大原 桜井（おおはら の さくらい）は、奈良時代の皇族・貴族・歌人。もと桜井王を称し、臣籍降下後の氏姓は大原真人。敏達天皇の後裔、筑紫大宰帥・河内王の子。官位は従四位下・弾正尹。

## 経歴
和銅7年（714年）無位から従五位下に直叙される。養老5年（721年）従五位上。同年に井上内親王が斎王に卜定されて伊勢神宮への奉幣を行った際、葛城王らと共に輿長を務めている。
神亀元年（724年）聖武天皇の即位後間もなく正五位下に叙せられると、神亀6年（729年）正五位上、天平3年（730年）従四位下と聖武朝前半にて順調に昇進した。またこの頃、侍従として聖武天皇に仕えた兄弟と想定される門部王ら10余人と共に「風流侍従」と称された。
天平11年（739年）兄弟の高安王・門部王らと共に大原真人姓を賜与され臣籍降下する。大蔵卿在任時の天平16年（744年）には、聖武天皇の難波宮行幸に際して、恭仁京の留守司に任ぜられている。
のち、弾正尹も務め、『万葉集』に採録された和歌によると、孝謙朝の天平勝宝8歳（756年）頃まで存命であったとされる。

## 人物
万葉歌人として、天平5年（732年）頃以降の遠江守在任時に聖武天皇と贈答した和歌と、天平勝宝8歳（756年）頃に佐保川の辺で詠んだ和歌が『万葉集』に採録されている。

## 官歴
注記のないものは『続日本紀』による。
- 和銅7年（714年） 正月5日：従五位下（直叙）
- 養老5年（721年） 正月5日：従五位上
- 神亀元年（724年） 2月22日：正五位下
- 神亀6年（729年） 3月4日：正五位上
- 天平3年（730年） 正月27日：従四位下
- 時期不詳：遠江守[8]
- 天平11年（739年） 4月3日：大原真人姓を賜与され臣籍降下
- 時期不詳：大蔵卿
- 天平16年（744年） 2月2日：恭仁京留守司
- 時期不詳：弾正尹[2]

## 系譜
- 父：河内王[9]
- 母：不詳
- 妻：不詳
  - 男子：大原石本[2]